# Tümendemberlijn Dzüünbajan
Tümendemberlijn Dzüünbajan (ur. 20 stycznia 1974) – mongolski zapaśnik w stylu wolnym. Olimpijczyk z Sydney 2000, gdzie zajął szesnaste miejsce w kategorii 54 kg.
Siedmiokrotny uczestnik mistrzostw świata, piąty w 1999. Srebrny medal na igrzyskach azjatyckich w 1994, siódmy w 1998. Złoty medalista mistrzostw Azji w 2001 i brąz w 1995. Czwarty na igrzyskach wschodniej Azji w 1997 roku.